# استفان آپیا
استفان آپیا (به انگلیسی: Stephen Appiah) (زاده ۲۴ دسامبر ۱۹۸۰) بازیکن فوتبال اهل غنا است که در پست هافبک بازی می‌کند.
وی سابقه بازی در تیم‌های اودینزه، پارما، یوونتوس، فنرباغچه، بولونیا و چزنا را دارد.
وی سابقه حضور در جام‌جهانی فوتبال ۲۰۰۶ و جام جهانی فوتبال ۲۰۱۰ و ۶۹ بازی و ۱۶ گل ملی را در کارنامه دارد.
آپیا در سال ۲۰۱۵ در سن ۳۴ سالگی به طور رسمی به ۲۰ سال دوران حرفه‌ای‌اش پایان داد و فوتبال را کنار گذاشت. آپیا بین سال‌های ۱۹۹۵ تا ۲۰۱۰ در تیم ملی غنا عضویت داشت و در ۶۷ بازی ۱۴ گل با پیراهن تیم کشورش به ثمر رساند.

## افتخارات

### باشگاهی
آکرا هیرتس آف اوآک
- جام حذفی فوتبال غنا: ۱۹۹۶
- لیگ برتر فوتبال غنا: ۱۹۹۷

 پارما
- جام حذفی فوتبال ایتالیا: ۲۰۰۲

 یوونتوس
- سوپر جام ایتالیا: ۲۰۰۳

 فنرباغچه
- سوپر لیگ فوتبال ترکیه: ۲۰۰۶–۰۷
- سوپر جام فوتبال ترکیه: ۲۰۰۷

### بین‌المللی
غنا
- جام جهانی فوتبال زیر ۱۷ سال : ۱۹۹۵

### شخصی
- حضور در تیم منتخب فوتبال بازی‌های المپیک تابستانی ۲۰۰۴
- بازیکن فوتبال سال غنا (۲۰۰۵، ۲۰۰۷)
- حضور در تیم منتخب سال قاره آفریقا: ۲۰۰۶
- بازیکن فوتبال سال ترکیه (۲۰۰۷)

## آمار بازی‌های باشگاهی
| عملکرد باشگاهی | عملکرد باشگاهی | عملکرد باشگاهی          | لیگ  | لیگ | جام حذفی                | جام حذفی                | قاره‌ای | قاره‌ای | مجموع | مجموع |
| فصل            | باشگاه         | لیگ                     | بازی | گل  | بازی                    | گل                      | بازی   | گل     | بازی  | گل    |
| ایتالیا        | ایتالیا        | ایتالیا                 | لیگ  | لیگ | جام حذفی فوتبال ایتالیا | جام حذفی فوتبال ایتالیا | یوفا   | یوفا   | مجموع | مجموع |
| -------------- | -------------- | ----------------------- | ---- | --- | ----------------------- | ----------------------- | ------ | ------ | ----- | ----- |
| ۱۹۹۷/۹۸        | اودینزه        | سری آ                   | ۱۱   | ۰   |                         |                         |        |        |       |       |
| ۱۹۹۸/۹۹        | اودینزه        | سری آ                   | ۲۱   | ۰   |                         |                         |        |        |       |       |
| ۱۹۹۹/۰۰        | اودینزه        | سری آ                   | ۴    | ۰   |                         |                         |        |        |       |       |
| ۲۰۰۰/۰۱        | پارما          | سری آ                   | ۱۶   | ۰   |                         |                         |        |        |       |       |
| ۲۰۰۱/۰۲        | پارما          | سری آ                   | ۱۳   | ۰   |                         |                         |        |        |       |       |
| ۲۰۰۲/۰۳        | برشا           | سری آ                   | ۳۱   | ۷   | ۰                       | ۰                       | ۰      | ۰      | ۳۱    | ۷     |
| ۲۰۰۳/۰۴        | یوونتوس        | سری آ                   | ۳۰   | ۱   | ۰                       | ۰                       | ۷      | ۰      | ۳۷    | ۱     |
| ۲۰۰۴/۰۵        | یوونتوس        | سری آ                   | ۱۸   | ۲   | ۰                       | ۰                       | ۳      | ۰      | ۲۱    | ۲     |
| ترکیه          | ترکیه          | ترکیه                   | لیگ  | لیگ | جام حذفی فوتبال ترکیه   | جام حذفی فوتبال ترکیه   | یوفا   | یوفا   | مجموع | مجموع |
| ۲۰۰۵/۰۶        | فنرباغچه       | سوپر لیگ فوتبال ترکیه   | ۳۲   | ۸   | ۲                       | ۱                       | ۶      | ۲      | ۴۰    | ۱۱    |
| ۲۰۰۶/۰۷        | فنرباغچه       | سوپر لیگ فوتبال ترکیه   | ۲۶   | ۳   | ۰                       | ۰                       | ۱۰     | ۳      | ۳۶    | ۶     |
| ۲۰۰۷/۰۸        | فنرباغچه       | سوپر لیگ فوتبال ترکیه   | ۶    | ۰   | ۱                       | ۰                       | ۲      | ۰      | ۹     | ۰     |
| ایتالیا        | ایتالیا        | ایتالیا                 | لیگ  | لیگ | جام حذفی فوتبال ایتالیا | جام حذفی فوتبال ایتالیا | یوفا   | یوفا   | مجموع | مجموع |
| ۲۰۰۹/۱۰        | بولونیا        | سری آ                   | ۲    | ۰   | ۰                       | ۰                       | ۰      | ۰      | ۲     | ۰     |
| ۲۰۱۰/۱۱        | چزنا           | سری آ                   | ۱۴   | ۰   | ۱                       | ۰                       | ۰      | ۰      | ۱۵    | ۰     |
| صربستان        | صربستان        | صربستان                 | لیگ  | لیگ | جام حذفی فوتبال صربستان | جام حذفی فوتبال صربستان | یوفا   | یوفا   | مجموع | مجموع |
| ۲۰۱۱/۱۲        | وویوودینا      | سوپر لیگ فوتبال صربستان | ۱۱   | ۱   | ۲                       | ۰                       | ۰      | ۰      | ۱۳    | ۱     |
| کشور           | ایتالیا        | ایتالیا                 | ۱۴۶  | ۱۰  | ۱                       | ۱                       | ۱۰     | ۰      | ۱۰۶   | ۱۰    |
| کشور           | ترکیه          | ترکیه                   | ۶۴   | ۱۱  | ۳                       | ۰                       | ۱۸     | ۵      | ۸۵    | ۱۷    |
| کشور           | صربستان        | صربستان                 | ۱۱   | ۱   | ۲                       | ۰                       | ۰      | ۰      | ۱۳    | ۱     |
| مجموع          | مجموع          | مجموع                   | ۲۲۱  | ۲۲  | ۶                       | ۱                       | ۲۸     | ۵      | ۲۰۴   | ۲۸    |

## آمار بازی‌های ملی
| تیم ملی غنا | تیم ملی غنا | تیم ملی غنا |
| سال         | بازی        | گل          |
| ----------- | ----------- | ----------- |
| ۱۹۹۵        | ۱           | ۰           |
| ۱۹۹۶        | ۰           | ۰           |
| ۱۹۹۷        | ۰           | ۰           |
| ۱۹۹۸        | ۲           | ۵           |
| ۱۹۹۹        | ۱           | ۳           |
| ۲۰۰۰        | ۵           | ۱           |
| ۲۰۰۱        | ۵           | ۲           |
| ۲۰۰۲        | ۲           | ۰           |
| ۲۰۰۳        | ۵           | ۳           |
| ۲۰۰۴        | ۵           | ۲           |
| ۲۰۰۵        | ۷           | ۱           |
| ۲۰۰۶        | ۱۶          | ۲           |
| ۲۰۰۷        | ۳           | ۱           |
| ۲۰۰۸        | ۳           | ۱           |
| ۲۰۰۹        | ۷           | ۱           |
| ۲۰۱۰        |             |             |
| مجموع       | ۶۹          | ۱۶          |